# Corynoptera uncata
Corynoptera uncata är en tvåvingeart som beskrevs av Menzel och Smith 2006. Corynoptera uncata ingår i släktet Corynoptera och familjen sorgmyggor. Inga underarter finns listade i Catalogue of Life.